# Dzorakap
Dzorakap – wieś w Armenii, w prowincji Szirak. W 2011 roku liczyła 948 mieszkańców.